# 8x22mm南部弾
8x22mm南部弾（8ミリなんぶだん）は、1904年（明治37年）に日本で開発された実包（ボトルネックピストルカートリッジ）である。1926年（大正15年）11月、実包と擬製弾が陸軍によって仮制式制定され、十四年式拳銃実包となった。

## 経緯
1902年（明治35年）、日本陸軍では外国で生産されていた各種の拳銃を購入調査し、新式の拳銃を開発することとした。東京砲兵工廠製造所長であった南部麒次郎は、新たに大型自動拳銃と小型自動拳銃を設計製作した。製作の成功により、東京砲兵工廠から採用が陸軍大臣へ提案され、技術審査部では1907年（明治40年）9月5日から14日にかけ、予備試験が行なわれた。このうち、大型自動拳銃は旧式化した二十六年式拳銃と代替し、小型自動拳銃は将校の護身用となる予定だった。この試製拳銃の口径は8 mm、弾量は7 gであった。
南部式大型自動拳銃は、1908年（明治41年）1月22日から2月5日まで、採用のために耐久性、精度などの綿密な試験を受けた。結果は良好であり、内々では四一式自動拳銃と呼ばれたほどであった。1910年（明治43年）3月に制式が上申された。しかし、寺内正毅陸軍大臣はこの上申を却下し、南部式大型自動拳銃が四一式自動拳銃として採用されることはなかった。制式化はされなかったものの、この拳銃と口径8 mmの弾丸は、陸軍将校の希望に応じて頒布された。また中国陸軍向けに多数が製作された。
この後、南部式大型拳銃の機構を受け継いだ新型拳銃が試製された。これは1925年（大正14年）に制式が上申され、十四年式拳銃として仮制式制定された。1926年（大正15年）11月、十四年式拳銃に使用されていた8 mm口径の実包も、十四年式拳銃実包として仮制式が制定された。

## 構造

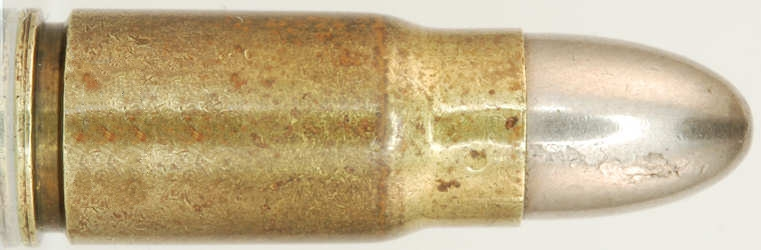
側面

十四年式拳銃実包は薬莢、弾丸、装薬、雷管から構成される。全長32 mm、全幅10.56 mm、全備重量は10.9 gである。薬莢は黄銅製でボトルネック型であり、ネック状の弾丸室に弾丸をはめこみ、以下の装薬室に装薬を収容する。無起縁式で、最後端外周にエキストラクターの爪をかけるための溝が彫られている。薬莢底面中央にはベルダン型の雷管室があり、2個の伝火孔が設けられている。この雷管室の中央は小さな突起となっており、撃針が雷管を叩いた際の衝撃を受けとめ、発火をより確実なものにしている。雷管は黄銅製で内部に爆粉が入っている。この爆粉は錫板で密閉された。装薬には無煙拳銃薬0.3 gを使用した。弾丸は基本形状が円筒形で、先端が丸みを帯びている（蛋形）。弾身は白銅で被甲されており、直径は8.12 mm、全長15 mm、重量は6.6 gである。弾丸と薬莢とは3箇所でかしめられている。
このほか、十四年式拳銃実包には擬製弾があった。薬莢、雷管、弾丸から構成され、全長32 mm、全幅は10.56 mm、重量は6.7 gである。薬莢の外部には、実包と区別するために、筋目を刻みこんだ帯が施されていた。弾丸にも外周に筋目が刻まれている。雷管には爆粉が入っていなかった。

## 性能
南部式大型自動拳銃から発射した場合、銃口での初速315 m/s（三百十五米）、銃口エネルギーは333 J（三十四瓩米×9.80665ジュール=333.4261ジュール）、有効射程（実用最大距離）は500 m（最大射程は約2,500 m）である。8x22mm南部弾の銃口エネルギーは、9x19mmパラベラム弾の半分、7.62x25mm トカレフ弾の半分以下でストッピングパワー不足と言われるが、全体的なストッピングパワーは、第二次世界大戦中にドイツとイタリアの将校が使用した.380 ACP弾のストッピングパワーを上回り、.380ACP弾と9x19mmパラベラム弾の中間的な弾として知られる9x18mmマカロフ弾、9x18mmウルトラ弾のストッピングパワーに匹敵する。
射程50 mでの半数必中界は上下22.2 cm、左右20.2 cm、射程100 mでの半数必中界は上下44.3 m、左右40.4 m、射程500 mでの半数必中界は上下221.5 cm、左右202.1 cmであった。また、距離10 m、50 m、100 mでの侵徹量を、新聞紙、杉板、砂、鉄板でそれぞれ検査した。鉄板に対しては全ての距離で弾丸が粉砕され、効果はなかった。距離10 mでは新聞紙130 mm、杉板160 mm、砂280 mmを侵徹した。距離50 mでは、新聞紙105 mm、杉板140 mm、砂250 mmを侵徹した。距離100 mでは、新聞紙80 mm、杉板115 mm、砂220 mmを侵徹した。

### 形状に起因する問題
8x22mm南部弾は同時期の類似口径の弾薬と比較して装薬量が低い割に、薬莢形状が小銃弾などに類似したボトルネック型となっている。その為、拳銃側の作動機構もショートリコイルなどの、薬室とスライド（遊底）を確実に閉鎖し、発射圧力が外部に漏出する事を防ぐロッキングブロックを有する構造に限定される事にもなってしまった。
同時期の同クラスの拳銃は円筒型の薬莢でストレートブローバックなどの簡素な作動機構とする事で、構造の単純化や小型化を実現していたが、閉鎖機構の実装を前提とする8x22mm南部弾は、採用拳銃の生産性や小型化の面で最後まで足枷となり続けた。数少ない例外として、浜田式自動拳銃のうち二式拳銃が32ACP弾（一式拳銃）から8x22mm南部弾への設計変更の際に、ストレートブローバック構造を維持した事例があるが、元々の腔圧が高くない為にそれ程問題は起こらなかったようである。
ボトルネックの採用により、後の.357SIG弾のような強装薬の高速弾への発展の可能性はあったものの、肝心の採用拳銃の多くは複雑な構造のまま小型化を図った影響で、可動部分に強度の弱い箇所を抱える事となり、拳銃側の大口径化や、市販・軍用実包の薬量・弾頭重量増加などは最後まで行われないまま終わった。

## 価格
1939年（昭和14年）8月当時、十四年式拳銃実包の生産コストは、紙箱付きで10,000発生産した際に、390円であった。

## 現在
十四年式拳銃や九四式拳銃の少なからぬ数が、戦後米国の拳銃市場に出回った事や、一部の機関短銃が戦場で連合軍兵士に鹵獲され、戦利品として母国（主に米国）に持ち帰られた事などにより、現在でも8x22mm南部弾の需要は少数ながらも存在し続けている。2000年代初め頃まで、米国ミッドウェイ社やカナダのOld Western Scrounger社などの小規模なガンショップの手掛ける実包が製造されていたが、現在では製造を終了しており、コレクター達は専ら市場在庫やハンドロードなどにより実包を入手している。新品の.320口径弾頭と薬莢は米国HDS社から現在でも販売されている。

## 使用銃

### 拳銃
- 南部大型自動拳銃
- 日野式自動拳銃の一部
- 十四年式拳銃
- 九四式拳銃
- 浜田式自動拳銃のうち、二式拳銃
- 北支一九式拳銃

### 短機関銃
- 試製二型機関短銃
- 一〇〇式機関短銃